# Dziubałek nadrzewny
Dziubałek nadrzewny, dziubałek matowy (Anthocoris nemoralis) – gatunek pluskwiaka z podrzędu różnoskrzydłych i rodziny dziubałkowatych.

## Taksonomia
Gatunek ten opisany został po raz pierwszy w 1794 roku przez Johana Christiana Fabriciusa pod nazwą Acanthia nemoralis. Jako lokalizację typową wskazano Danię.

## Morfologia
Pluskwiak o podługowato-owalnym ciele długości od 3,3 do 4,1 mm. Głowa jest błyszcząco czarna z rozjaśnioną podstawą drugiego członu czułków. Trójczłonowa, zakrzywiona kłujka w spoczynku nie sięga poza biodra przedniej pary. Lśniąco czarne, trapezowate przedplecze ma na przedzie obrączkę apikalną w całości wysuniętą przed kąty przednie. Trójkątna tarczka również jest lśniąco czarna. Półpokrywy mają błyszczące klinik, krawędź zewnętrzną i wierzchołek przykrywki, natomiast w pozostałej części są matowe. Ich ubarwienie jest brunatne z elementami żółtobrązowymi, przy czym kolor zakrywki jest szary z obszerną, ciemną plamą wierzchołkową o przedniej krawędzi prawie prostej, a czasem też z mniejszymi plamkami u nasady. Odnóża cechują się żółtobrązowymi udami.

## Biologia i ekologia
Owad ten zasiedla lasy, zarośla, polany, parki i ogrody. Rozmieszczony jest od nizin po niższe położenia górskie, w Alpach dochodząc do 1300 m n.p.m. Bytuje na drzewach i krzewach liściastych, mniej chętnie na krzewinkach i roślinach zielnych. Szczególnie liczny bywa na głogach, wiązach i jesionach.
Zarówno larwy, jak i owady dorosłe są drapieżnikami żerującymi na mszycach, koliszkach, roztoczach oraz innych małych stawonogach, ich larwach i jajach.
Stadium zimującym są osobniki dorosłe, przy czym większość samców ginie w trakcie zimy, a do wiosny dożywają głównie zaplemnione samice. Miejscem hibernacji jest najczęściej luźna lub łuskowata kora. Wiosną po przebudzeniu chętnie uzupełniają dietę pyłkiem wierzb. Jaja składane są pojedynczo do tkanek liści. Larwy pojawiają się od maja do czerwca, a dorosłość uzyskują w lipcu. W części zasięgu w sierpniu i wrześniu pojawia się drugie pokolenie. Aktywność owady te wykazują do późnej jesieni.

## Rozprzestrzenienie
Gatunek pierwotnie palearktyczny. W Europie znany jest z Portugalii, Hiszpanii, Andory, Irlandii, Wielkiej Brytanii, Francji, Belgii, Holandii, Luksemburga, Niemiec, Szwajcarii, Liechtensteinu, Austrii, Włoch, Malty, Danii, Szwecji, Norwegii, Finlandii, Estonii, Łotwy, Litwy, Polski, Czech, Słowacji, Węgier, Białorusi, Ukrainy, Mołdawii, Słowenii, Chorwacji, Bośni i Hercegowiny, Serbii, Czarnogóry, Rumunii, Bułgarii, Albanii, Macedonii Północnej, Grecji oraz europejskich części Rosji i Turcji. W Afryce Północnej notowany jest z Azorów, Wysp Kanaryjskich, Maroka, Algierii, Tunezji, Libii i Egiptu. W Azji podawany jest z Izraela, Jordanii, Syrii, Turcji, Gruzji, Armenii, Azerbejdżanu oraz Iranu. Ponadto zawleczony został do Ameryki Północnej, gdzie występuje na terenie Kanady i Stanów Zjednoczonych.